# Vlasatice
Vlasatice (německy Wostitz) jsou obec v okrese Brno-venkov v Jihomoravském kraji. Nacházejí se 6 km jihozápadně od Pohořelic a 30 km jihojihozápadně od Brna. Žije zde 939 obyvatel, výměra katastrálního území obce činí 22,87 km².
Obec leží v Dyjsko-svrateckém úvalu v nadmořské výšce 185 m n. m. v rovinaté krajině na pravém břehu řeky Jihlavy, nad soutokem Miroslavky a Olbramovického potoka, na němž se pod obcí nachází Novoveský rybník.
Vlasatice jsou známé svým vinařstvím a zemědělstvím, zejména pěstováním obilí, kukuřice a slunečnice. Jedná se o vinařskou obec v Mikulovské vinařské podoblasti (viniční tratě Novoveské vinohrady, Branišovské vinohrady, Pohořelické vinohrady), obec je také součástí vinařské stezky regionu. Místní vinařská tradice sahá do středověku.

## Název
První záznam o obci pochází z roku 1276 pod názvem Wazaticz. Starší podoba názvu zněla Vašatice a byla odvozena od osobního jména Vašata (což byla obměna jména Vach). Výchozí tvar Vašatici označoval "Vašatovy lidi". Na začátku 16. století (poprvé doloženo 1522) bylo jméno vesnice změněno na Vlasatice, jako by bylo odvozeno od osobního jména Vlasata. Německé jméno Wostitz vzniklo ze staršího Vašatice a jeho výslovnost /vostits/ mohla přispět ke změně českého jména.

## Historie

### Pravěk a středověk
Území bylo osídleno již v pravěku, o čemž svědčí archeologické nálezy z doby bronzové a železné. Byly zde nalezeny pozůstatky keltského osídlení z období laténské kultury (5.–1. století př. n. l.).
První písemná zmínka o obci pochází z roku 1276. Ve středověku byly Vlasatice součástí majetku kláštera Rosa coeli v Dolních Kounicích. 

### 16. a 17. století
V období kolonizace došlo k příchodu německých osadníků, kteří přinesli nové zemědělské techniky, například třípolní systém. Roku 1538 získaly Vlasatice trhové právo od císaře Ferdinanda I., čímž se staly centrem obchodu pro okolní vesnice. Toto právo umožnilo pořádání pravidelných týdenních trhů a dvou výročních jarmarků.
V 16. století v obci silně působil protestantismus. Roku 1567 zde vznikla komunita Hutteritů, kteří byli z obce vyhnáni v roce 1617. Hutterité zde založili společný dvůr a provozovali různá řemesla, zejména hrnčířství a nožířství.
Období třicetileté války bylo pro Vlasatice zničující – obec byla několikrát vypleněna a došlo k výraznému poklesu počtu obyvatel. V roce 1645 bylo město obsazeno švédskými vojsky, která způsobila značné škody.
Během rekatolizace po roce 1622 se obec dostala do majetku rodu Ditrichštejnů, kteří vlastnili panství až do roku 1923. Za jejich vlády se Vlasatice rozvíjely jako vinařská obec. V roce 1671 byl postaven nový barokní kostel sv. Jana Křtitele na místě původního gotického kostela.

### 18. a 19. století
V 18. století došlo k rozvoji řemesel a obchodu. Byl založen cech vinařů a vznikly nové vinice. V roce 1784 byla ve Vlasaticích zřízena první škola.
V 19. století byly Vlasatice významným střediskem vinařství a zemědělství. Rozvíjelo se zde také ovocnářství, zejména pěstování meruněk a broskví. V roce 1839 byla postavena nová školní budova. Roku 1869 byl založen hasičský sbor.

### 20. století
Po roce 1918, v důsledku pozemkové reformy, došlo k rozparcelování velkostatku a k majetkovým změnám. V meziválečném období se rozvíjel společenský a kulturní život obce, vznikaly různé spolky a organizace.
Do historie obce silně zasáhla druhá světová válka. Zdejší obyvatelé byli tradičně převážně moravští Němci. Obec se na podzim 1938 stala součástí nacistického Německa. Po válce byla většina zdejších německých obyvatel vysídlena. Obec byla osídlena novými obyvateli z českého vnitrozemí, ale také reemigranty z Bulharska, Ukrajiny a dalších zemí. 

## Obyvatelstvo
| Rok            | 1869  | 1880  | 1890  | 1900  | 1910  | 1921  | 1930  | 1950 | 1961 | 1970 | 1980 | 1991 | 2001 | 2011 | 2021 |
| -------------- | ----- | ----- | ----- | ----- | ----- | ----- | ----- | ---- | ---- | ---- | ---- | ---- | ---- | ---- | ---- |
| Počet obyvatel | 1 748 | 2 060 | 1 932 | 1 907 | 2 035 | 2 021 | 1 926 | 988  | 974  | 963  | 947  | 870  | 807  | 785  | 870  |
| Počet domů     | 276   | 304   | 316   | 328   | 359   | 364   | 411   | 237  | 217  | 208  | 217  | 242  | 248  | 249  | 286  |

Vývoj počtu obyvatel

## Obecní správa

### Obecní symboly
Vlajka byla obci udělena rozhodnutím předsedy Poslanecké sněmovny Parlamentu České republiky dne 17. února 2006.
Znak obce: V modrém štítě stříbrný vinný hrozen se dvěma zelenými listy, provázený vpravo zlatým sluncem s tváří a vlevo stříbrným půlměsícem.
Vlajka obce: List tvoří tři svislé pruhy, modrý, bílý a modrý, v poměru 2:1:2. V bílém pruhu zelený vinný list. Poměr šířky k délce listu je 2:3.

## Pamětihodnosti
- Kostel svatého Jana Křtitele – barokní stavba z roku 1671, přestavěna v roce 1810. Významná je západní empora s 23 erby rodu Thurnů.
- Zámek Vlasatice – Původní tvrz byla v 16. století přestavěna na renesanční zámek. Nachází se zde rozsáhlé hospodářské budovy, včetně sýpky s jádrem z roku 1449.
- Kaple svatého Antonína – drobná sakrální stavba z 18. století
- Pomník padlým v první světové válce – postaven v roce 1926
- Pamětní kámen obětem cholery – na hřbitovní zdi, připomínající oběti epidemie cholery z roku 1831
- Socha svatého Floriána – z roku 1738
- Socha svatého Jana Nepomuckého – z roku 1739

## Osobnosti

### Rodáci
- Jakob Kapusta (1834–1920) – kněz, dómský děkan
- Anton Heindl (1854–1927) – spisovatel
- Georg Hanreich (1887–1955) – český politik německé menšiny a poslanec
- Franz M. Wagner (1888–1943) – kněz, farář bezdomovců ve Vídni
- Josef Flassak (1889–1970) – grafik
- Franz Komenda (1896–1991) – vlastivědný badatel, okresní správce
- Richard Hofmann (* 1907) – spisovatel, nositel Jihomoravské kulturní ceny
- Anton Hammel (1912–1932) – učitel, básník
- Petr Čížek (1914–1952) – protikomunistický odbojář popravený komunistickým režimem
- Anton Kornherr (1925–2001) – profesor, zemský kapelník Dolního Rakouska
- Siegfried Ludwig (1926–2013) – rakouský politik, zemský hejtman Dolního Rakouska
- Walfried Blaschka (* 1927) – pedagog, vlastivědný badatel, etnograf, nositel Ceny za lidovou kulturu Sudetoněmeckého krajanského sdružení 2009
- Klaus Kugler (* 1942) – učitel umění, malíř, grafik, nositel Jihomoravské kulturní ceny 1991

### Ostatní
- Kurt Knispel (1921–1945) – německé tankové eso Wehrmachtu, zabit v bojích u Vlasatic[9]